# Ivan Koudriachov

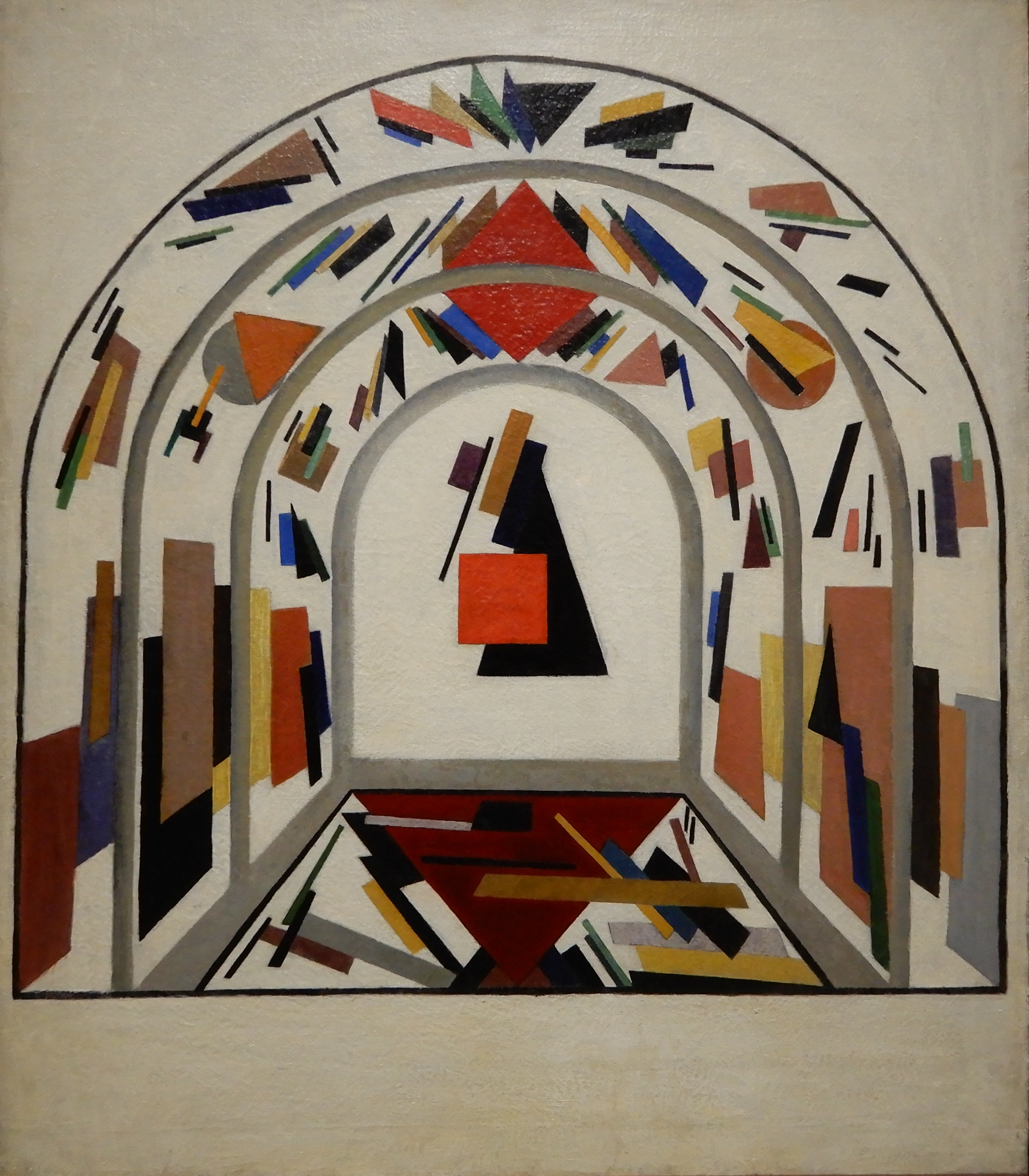
Composition pour le premier théâtre soviétique d'Orenbourg

Ivan Koudriachov (ou Kudriashev) est un peintre russe né à Kalouga en 1896 et mort à Moscou en 1972.

## Biographie
Ivan Koudriachov commence sa formation artistique à l'École Stroganov de l'art et de l'industrie en 1912, suit les cours de Pavel Kouznetsov à l'École de peinture, de sculpture et d'architecture de Moscou de 1912 à 1917 et ceux de Kasimir Malevitch dans le Svomas moscovite en 1918-1919. Fils d'un assistant de Constantin Tsiolkovski, il a peut-être influencé Malevitch dans ses recherches sur la représentation de l'espace et d'objets volants. Son œuvre est inspirée par la veine abstraite du suprématisme et du cubo-futurisme. Inquiété par le pouvoir, il arrête de peindre dans les années 1930, tout en enseignant dans ce domaine, avant de reprendre son activité créatrice trois décennies plus tard.
Le musée Igor Savitsky de Noukous en Ouzbekistan détient dans ses collections 285 œuvres de Koudriachov. Celles-ci ont été amenées de Moscou par le conservateur Igor Savitsky pour les sauver de la censure encourue par ce type de tableaux sous Staline. Le Musée Solomon R. Guggenheim de New York possède six toiles de Koudriachov.